# Crosby (Texas)
Crosby ist ein Ort und Census-designated place im Harris County im Bundesstaat Texas der Vereinigten Staaten. Das U.S. Census Bureau hat bei der Volkszählung 2020 eine Einwohnerzahl von 3417 ermittelt.

## Geografie
Der Ort liegt im Osten des Countys, im Südosten von Texas, ist im Osten etwa 110 Kilometer von Louisiana, im Südosten etwa 70 Kilometer vom Golf von Mexiko entfernt und hat eine Gesamtfläche von 5,9 km².

## Geschichte
Benannt wurde der Ort nach G. J. Crosby, einem Konstruktionsingenieur der Eisenbahn. Der erste Einwohner war 1865 der deutschstämmige Charlie Karcher, der hier einen Gemischtwarenladen bzw. Handelsposten eröffnete.

## Demografische Daten
Nach der Volkszählung im Jahr 2000 lebten hier 1.714 Menschen in 666 Haushalten und 464 Familien. Die Bevölkerungsdichte betrug 292,8 Einwohner pro km². Ethnisch betrachtet setzte sich die Bevölkerung zusammen aus 74,15 % weißer Bevölkerung, 12,72 % Afroamerikanern, 0,76 % amerikanischen Ureinwohnern, 0,41 % Asiaten, 0,00 % Bewohnern aus dem pazifischen Inselraum und 10,79 % aus anderen ethnischen Gruppen. Etwa 1,17 % waren gemischter Abstammung und 18,38 % der Bevölkerung waren spanischer oder lateinamerikanischer Abstammung.
Von den 666 Haushalten hatten 35,4 % Kinder unter 18 Jahre, die im Haushalt lebten. 49,4 % davon waren verheiratete, zusammenlebende Paare. 15,8 % waren allein erziehende Mütter und 30,3 % waren keine Familien. 26,1 % aller Haushalte waren Singlehaushalte und in 11,1 % lebten Menschen, die 65 Jahre oder älter waren. Die Durchschnittshaushaltsgröße betrug 2,57 und die durchschnittliche Größe einer Familie belief sich auf 3,09 Personen.
28,2 % der Bevölkerung waren unter 18 Jahre alt, 10,1 % von 18 bis 24, 29,1 % von 25 bis 44, 19,8 % von 45 bis 64, und 12,8 % die 65 Jahre oder älter waren. Das Durchschnittsalter war 32 Jahre. Auf 100 weibliche Personen aller Altersgruppen kamen 100,0 männliche Personen. Auf 100 Frauen im Alter von 18 Jahren und darüber kamen 96,2 Männer.
Das jährliche Durchschnittseinkommen eines Haushalts betrug 35.508 USD, das Durchschnittseinkommen einer Familie 41.458 USD. Männer hatten ein Durchschnittseinkommen von 37.244 USD gegenüber den Frauen mit 25.500 USD. Das Prokopfeinkommen betrug 14.851 USD. 13,4 % der Bevölkerung und 9,2 % der Familien lebten unterhalb der Armutsgrenze. Davon waren 16,7 % Kinder und Jugendliche unter 18 Jahren und 20,1 % waren 65 oder älter.

## Wirtschaft
Das französische Unternehmen Arkema betreibt etwa fünf Kilometer nordöstlich des Zentrums von Crosby ein Chemiewerk, das unter anderem organische Peroxide herstellt. Ende August 2017 wurde das Werk in Folge der Auswirkungen von Hurrikan Harvey überschwemmt. Die Mitarbeiter und Anwohner wurden evakuiert. Am 31. August ereignet sich zwei Explosionen, die durch die Unterbrechung der Stromversorgung der Kühlung einer Produktionsanlage verursacht wurden. Das Wasser stand in dem Werk fast zwei Meter hoch. Die Evakuierungszone hatte einen Umkreis von 2,4 Kilometern. Das Werk hat 57 Mitarbeiter (Stand August 2017).